# Topčyno
Topčyno (ukrajinsky Топчино, maďarsky Topcsinó, rumunsky Teteș) je obec v solotvinské venkovské komunitě, v tačivském okresu Zakarpatské oblasti Ukrajiny. V roce 2001 zde žilo 2238 obyvatel, většinou rumunské národnosti.